# Крюковское Лесничество
Крюковское Лесничество — поселок в Щёкинском районе Тульской области в составе Яснополянского сельского поселения.

## География
Находится в центральной части Тульской области на расстоянии приблизительно 13 км на запад по прямой от города Щёкино, административного центра района.

## История
На карте конца 1930-х годов показан как безымянный населенный пункт. Как отдельный населенный пункт показан уже только на карте 1989 года.

## Население
Постоянное население составляло 19 человек (русские 100 %) в 2002 году, 13 в 2010.